# Перископная глубина

Анимация подводной лодки на поверхности, под водой, на перископной глубине.

Перископная глубина — глубина погружения подводной лодки, при которой возможно пользоваться перископом. Перископную глубину принято усреднённо считать равной 10 метрам.
Варьируется в средних величинах 5—20 метров, в зависимости от типа подводной лодки и осадки судов в используемой акватории. При этом верхняя оптическая часть перископа обычно выглядывает на высоту 1—1,5 метра над водой. На этой глубине экипаж обычно продувает главный балласт перед всплытием, визуально убедившись в отсутствии помех на водной поверхности и отсутствии кораблей и самолётов противника в небе. На перископной глубине также осуществляется функционирование бортовых систем и устройств, для которых необходим атмосферный воздух, пополнение запасов кислорода, работа дизельных двигателей для движения в подводном, подперископном положении и зарядке аккумуляторных батарей, продувка и вентиляция отсеков подводной лодки.
Нахождение подводной лодки на перископной глубине значительно более скрытно и безопасно, в отличие от надводного положения, хотя поднятый перископ до сих пор, как и с первого дня применения, является сильнейшим демаскирующим фактором подводной лодки. Управление подводной лодкой для выдерживания её на перископной глубине требует постоянного контроля, особенно при волне. При этом, чем сильнее волна, тем большая скорость требуется для выдерживания лодки на постоянной небольшой глубине. Нередки случаи затапливания подводной лодки в этом положении из-за ошибок команды или отказа предохранительного клапана заглушки воздуховода шноркеля.
Величина перископной глубины вычисляется по формуле:
Перископная глубина = высота перископа над рубкой + высота рубки подводной лодки − высота надводной части корпуса.

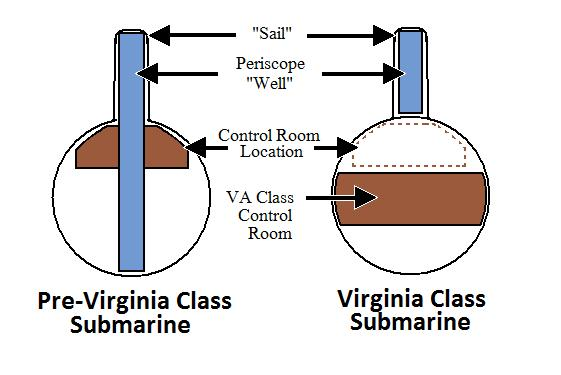
Сравнение классической конструкции перископа и «фотонной мачты»

Так как классический перископ был герметичен и имел «цельную» конструкцию — не складывался, а только поднимался и опускался, то высота перископа определяла высоту лодки, в которой он должен был размещаться, а также определяла местоположение командного поста — на самой верхней палубе, для максимального использования длины перископа и увеличения перископной глубины. В некоторых типах подводных лодок перископы поднимались до прочной рубки, находящейся над корпусом, что ещё больше увеличивало перископную глубину, хоть и ценой неудобств для командира, вынужденного находиться в этой рубке во время атаки.
В атомных подводных лодках ВМС США типа «Вирджиния» в 2004 году впервые заменили перископы на так называемые «фотонные мачты» (photonic masts): теперь головка перископа заменена независимым компактным оптоэлектронным прибором, передающим изображение с вынесенных на телескопической перископной трубе видеокамер в командный пост по проводам — обычно по оптоволокну. На мачте размещены камеры как видимого, так и инфракрасного диапазона, а также лазерный дальномер и антенны. Первыми подобный прибор испытали британцы на одной из атомных подводных лодок типа «Трафальгар» в 1998 году.
Отказ от громоздкой шахты перископа кроме увеличения надёжности за счёт исключения большого отверстия в прочном корпусе позволил размещать командный пост в любом удобном месте, улучшил ремонтопригодность.
По состоянию на 2021 год кроме «Вирджиний» такое решение уже применяется на атомных подводных лодках типов «Астьют» (Великобритания), «Ясень» (Россия), «Сюффрен» (Франция), и на неатомных лодках типа 039 (КНР), типа «Скорпен» (Франция).

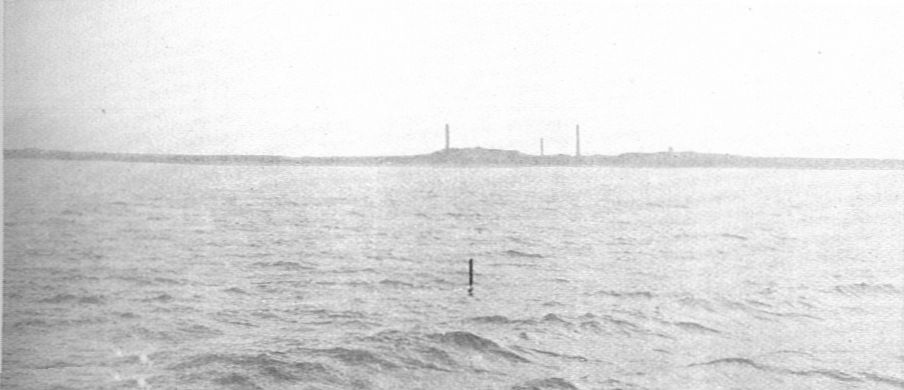
Британская подводная лодка на перископной глубине, 1936 год
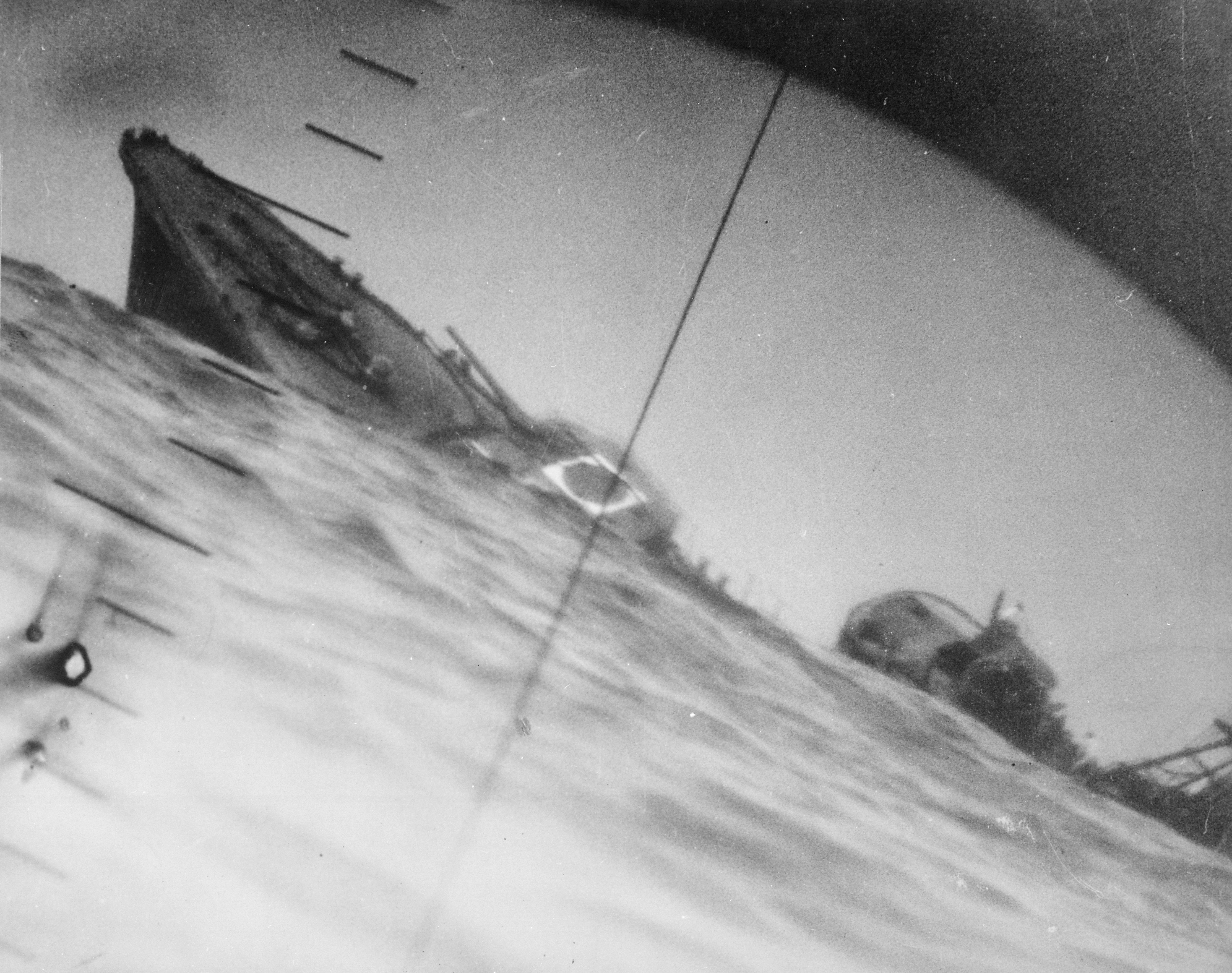
Вид из перископа на торпедированный японский эсминец, 1942 год
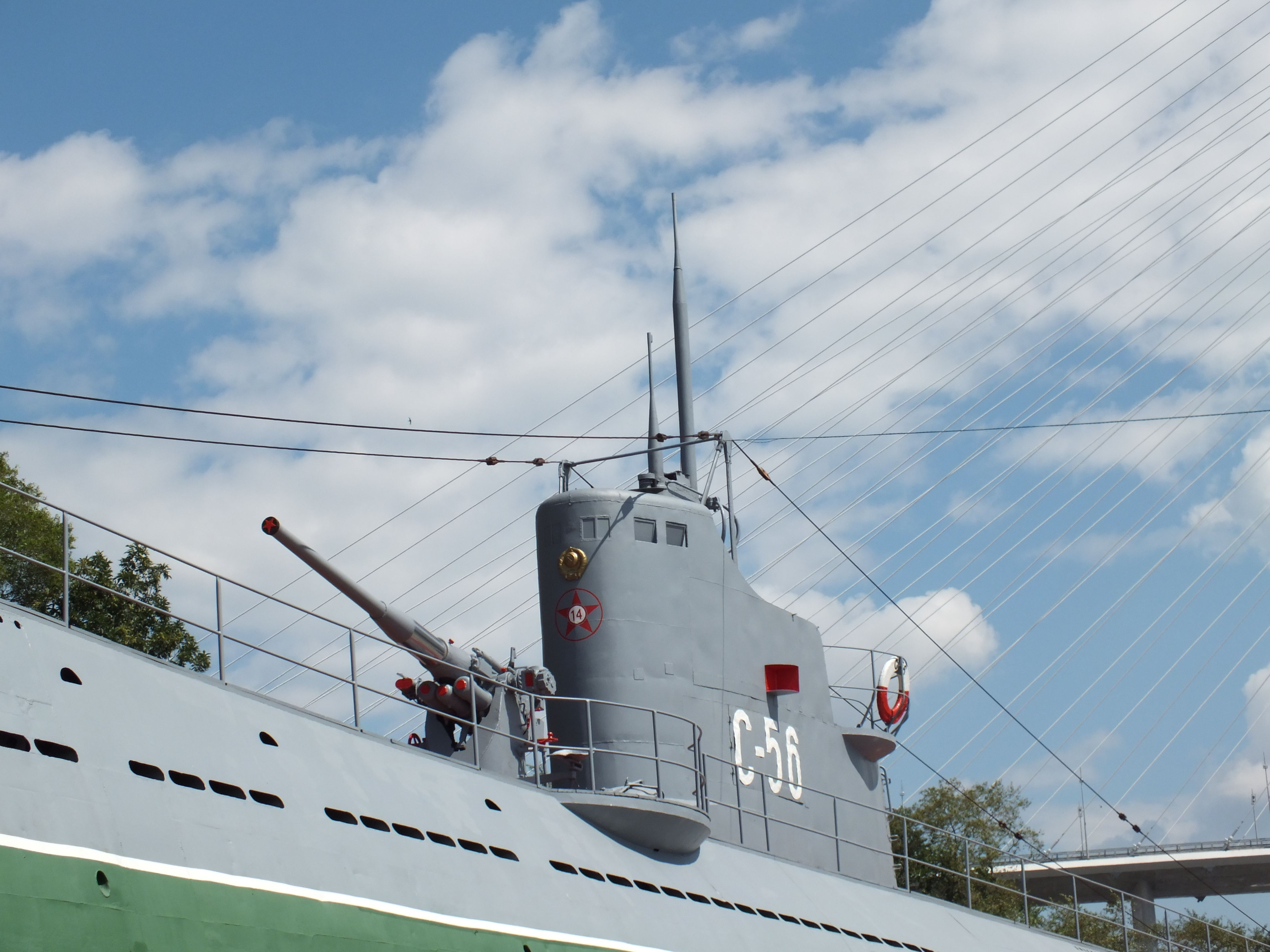
Зенитный и обзорный перископы на рубке подводной лодки С-56 (Владивосток)
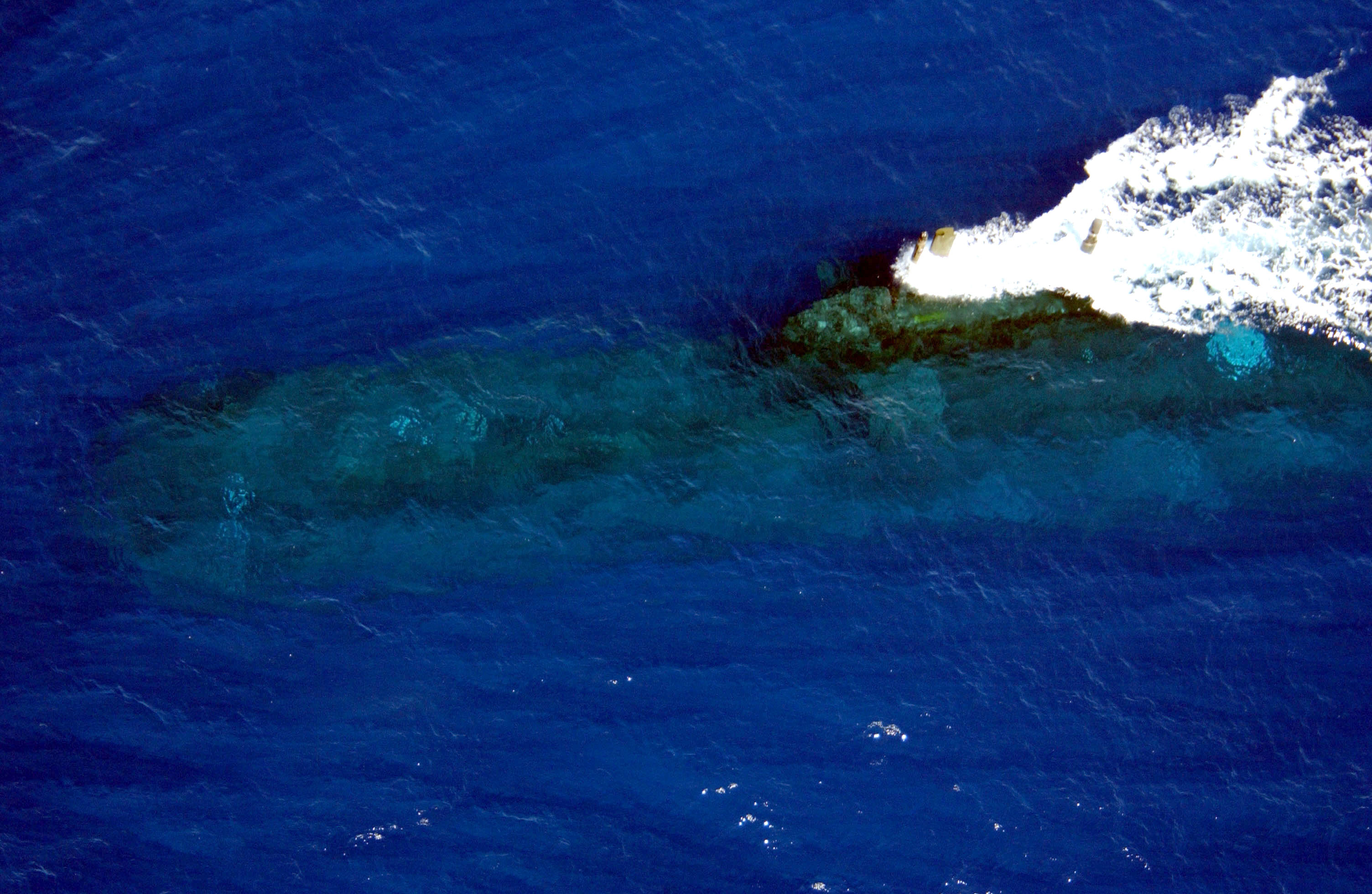
Австралийская подводная лодка на перископной глубине, 2004 год